# Leonel Brizola
Leonel de Moura Brizola (22. ledna 1922, Carazinho, Rio Grande do Sul – 21. června 2004, Rio de Janeiro) byl brazilský politik.
V letech 1959 až 1962 byl guvernérem státu Rio Grande do Sul, dvě období v letech 1983–1987 a 1991–1994 byl guvernérem státu Rio de Janeiro. Byl také viceprezidentem Socialistické internacionály.
V roce 1964 byl kritikem vojenského státního převratu, který svrhl jeho švagra, prezidenta Joãa Goularta.